# ハリファックス・ロバート・L・スタンフィールド国際空港
ハリファックス・ロバート・L・スタンフィールド国際空港（ハリファックス・ロバート・L・スタンフィールドこくさいくうこう、英語：Halifax Robert L. Stanfield International Airport）は、カナダのノバスコシア州ハリファックス近郊にある国際空港。ハリファックス国際空港とも呼ばれる。

## 概要
カナダ交通省が所有するこの空港は、2000年からはハリファックス国際空港公団が運営している。エア・カナダJazzがカナダ東海岸の拠点としている。カナダで8番目に旅客の多い空港である。

## 就航路線
| 航空会社                   | 就航地 |
| -------------------------- | --- |
| エア・カナダ               | ロンドン/LHR、モントリオール/トルドー、トロント/ピアソン 季節運航: バンクーバー |
| エア・カナダ エクスプレス  | ボストン、ディアレイク、ガンダー、グースベイ、ニューヨーク/EWR、オタワ、セントジョンズ |
| エア・カナダ ルージュ      | 季節運航: カンクン、モンテゴ・ベイ（2025年12月5日以降運休）、モントリオール/トルドー、オーランド、プンタ・カナ、タンパ |
| ウエストジェット航空       | カルガリー、エドモントン、オーランド、トロント/ピアソン 季節運航: アムステルダム（2025年5月29日就航）バルセロナ（2025年6月27日就航）カンクン、ダブリン、 エディンバラ、 ロンドン/LGW、 パリ/CDG（2025年5月17日以降運休）、ウィニペグ |
| ポーター航空               | ハミルトン(ON)（2025年6月3日就航）モントリオール/トルドー、オタワ、セントジョンズ、トロント/シティ、トロント/ピアソン 季節運航: ディアレイク、オーランド、 タンパ                                                                    |
| エア・トランザット         | 季節運航: カンクン、カヨココ、フォートローダーデール、オルギン、モンテゴ・ベイ、オーランド、プエルト・プラタ、プンタ・カナ、サンタクララ, バラデーロ                                                                                 |
| サンウィング航空           | 季節運航: カンクン、カヨココ, オルギン、モンテゴ・ベイ、プエルト・プラタ、プンタ・カナ、サンタクララ, バラデーロ |
| パスカン・アビエーション   | セントジョン(NB)、 シドニー(NS) |
| フレア航空                 | キッチナー＝ウォータールー、トロント/ピアソン |
| アメリカン航空             | 季節運航: フィラデルフィア |
| アメリカン・イーグル       | 季節運航: ボストン、シカゴ/ORD（2025年6月21日就航）ニューヨーク/LGA、 ワシントン/ナショナル |
| デルタ・コネクション       | 季節運航: ニューヨーク/LGA |
| ジェットブルー             | 季節運航: ボストン（2025年6月26日就航） |
| ユナイテッド・エクスプレス | ニューヨーク/EWR 季節運航: シカゴ/ORD（2025年5月25日以降運休） |
| エール・サン＝ピエール     | サン＝ピエール |
| バミューダエア             | バミューダ |
| ディスカバー・エアラインズ | 季節運航: フランクフルト |
| エーデルワイス航空         | 季節運航: チューリッヒ（2025年7月3日就航） |
| アイスランド航空           | 季節運航: レイキャヴィーク |

## 就航都市

### 国内線
- オンタリオ州：トロント/ピアソン、トロント/シティ、オタワ、ハミルトン、キッチナー＝ウォータールー（英語版）
- ケベック州：モントリオール/トルドー、ケベックシティ
- ノバスコシア州：シドニー（英語版）
- ニューブランズウィック州：セントジョン（英語版）
- マニトバ州：ウィニペグ
- ブリティッシュコロンビア州：バンクーバー
- アルバータ州：カルガリー、エドモントン、フォートマクマレー
- ニューファンドランド・ラブラドール州：セントジョンズ、ガンダー、ディアレイク（英語版）、グースベイ（英語版）

### 国際線

#### 北米
- アメリカ合衆国：ボストン、ニューヨーク/LGA、ニューヨーク/EWR、フィラデルフィア、ワシントン/ダレス、ワシントン/ナショナル、シカゴ/オヘア、アトランタ、オーランド
- バミューダ：バミューダ

#### 中南米
- メキシコ：カンクン
- ジャマイカ：モンテゴベイ
- ドミニカ共和国：プエルト・プラタ、プンタ・カナ
- キューバ：オルギン（英語版）、バラデーロ（英語版）、カヨココ（英語版）、サンタクララ（英語版）

#### ヨーロッパ
- イギリス：ロンドン/ヒースロー、ロンドン/ガトウィック、エディンバラ
- アイルランド：ダブリン
- アイスランド：レイキャヴィーク
- ドイツ：フランクフルト
- フランス：パリ/CDG
- スイス：チューリッヒ
- スペイン：バルセロナ
- オランダ：アムステルダム

## アクセス
ハリファックス市内とはMetro Xと呼ばれる路線バスの 320 系統で、41分から49分で結ばれている。時間帯により30分から1時間に1本(週末は1時間に1本のみ)。片道大人$3.25、子供と年配者$2.50であるが、おつりがでないので、乗る前に用意しておく必要がある。空港内にはゲームセンターがあり、両替機が利用出来る。
空港側乗り場は、ターミナルから駐車場ビルへの通路を通り外に出て左手にバス停がある。
市内側乗り場は、Scotia SquareのAlbemarle通り側(シタデル側）にバス停がある。

## 事故
当空港では、これまでに以下の事故が起きている。
- スイス航空111便墜落事故 - 1998年9月2日発生。電気系統のショートによる火災発生で当空港へ緊急着陸を試みるも操縦不能に陥り、ノバスコシア州沿岸の大西洋上に墜落した。詳細は該当記事を参照。
- MKエアラインズ1602便墜落事故 - 2004年10月4日発生。当空港からサラゴサ空港への離陸に失敗し、森林地帯へ墜落。乗員7人死亡。
- エア・カナダ624便着陸失敗事故 - 2015年3月29日発生。大雪と視界不良により着陸に失敗し、機体は大破したが、全員脱出したため死亡者は出なかった。
- エア・カナダ エクスプレス2259便事故 - 2024年12月28日（日本時間12月29日）発生。子会社のパル・エアラインズ(De Havilland Canada Dash 8-400、機体番号：C-GPNA）による運航。着陸装置にトラブルが発生し、当空港へ着陸するが、機体の左側が傾き、プロペラが滑走路へ接触し左側が炎上した。この便には乗員・乗客73人が搭乗していたが、全員脱出して死者は出なかった。着陸時の動画がXで拡散されており、地元当局が事故原因を調べている[22]。